# Вудфілд (Південна Кароліна)
Вудфілд (англ. Woodfield) — переписна місцевість (CDP) в США, в окрузі Ричленд штату Південна Кароліна. Населення — 9199 осіб (2020).

## Географія
Вудфілд розташований за координатами 34°3′33″ пн. ш. 80°55′50″ зх. д. / 34.05917° пн. ш. 80.93056° зх. д. (34.059194, -80.930611).  За даними Бюро перепису населення США в 2010 році переписна місцевість мала площу 7,20 км², з яких 7,11 км² — суходіл та 0,10 км² — водойми.

## Демографія
Згідно з переписом 2010 року, у переписній місцевості мешкали 9303 особи в 3538 домогосподарствах у складі 2297 родин. Густота населення становила 1291 особа/км².  Було 3983 помешкання (553/км²).
Расовий склад населення:
| - 51,4 % — чорних або афроамериканців - 30,9 % — білих - 3,1 % — азіатів - 0,7 % — корінних американців - 0,3 % — вихідців з тихоокеанських островів - 9,7 % — осіб інших рас |

До двох чи більше рас належало 3,8 %. Частка іспаномовних становила 19,3 % від усіх жителів.
За віковим діапазоном населення розподілялося таким чином: 24,3 % — особи молодші 18 років, 62,5 % — особи у віці 18—64 років, 13,2 % — особи у віці 65 років та старші. Медіана віку мешканця становила 34,3 року. На 100 осіб жіночої статі у переписній місцевості припадало 87,0 чоловіків;  на 100 жінок у віці від 18 років та старших — 83,4 чоловіків також старших 18 років.
Середній дохід на одне домашнє господарство  становив 48 252 долари США (медіана — 35 293), а середній дохід на одну сім'ю — 55 907 доларів (медіана — 44 785). Медіана доходів становила 36 531 долар для чоловіків та 25 888 доларів для жінок. За межею бідності перебувало 18,5 % осіб, у тому числі 28,2 % дітей у віці до 18 років та 7,1 % осіб у віці 65 років та старших.
Цивільне працевлаштоване населення становило 4312 осіб. Основні галузі зайнятості: освіта, охорона здоров'я та соціальна допомога — 15,8 %, мистецтво, розваги та відпочинок — 14,1 %, публічна адміністрація — 12,7 %.